# Lieja-Bastoña-Lieja 1977
La Lieja-Bastogne-Lieja 1977 fue la 63.ª edición de la clásica ciclista Lieja-Bastoña-Lieja. La carrera se disputó el domingo 24 de abril de 1977, sobre un recorrido de 243 km. 
En un principio el vencedor final fue el francés Bernard Hinault (Gitane), que se impuso al belga André Dierickx (Maes-Pils) y el alemán Dietrich Thurau (TI-Raleigh).

## Clasificación final
| Posición | Ciclista           | Equipo      | Tiempo  |
| -------- | ------------------ | ----------- | ------- |
| 1        | Bernard Hinault    | Gitane      | 6h28'00 |
| 2        | André Dierickx     | Maes-Pils   | s.t.    |
| 3        | Dietrich Thurau    | TI-Raleigh  | a 10"   |
| 4        | Roger De Vlaeminck | Brooklyn    | s.t.    |
| 5        | Freddy Maertens    | Flandria    | s.t.    |
| 6        | Eddy Merckx        | Fiat-France | s.t.    |
| 7        | Frans Verbeeck     | Ijsboerke   | a 6'39" |
| 8        | Michel Pollentier  | Flandria    | s.t.    |
| 9        | Ronald De Witte    | Brooklyn    | s.t.    |
| 10       | Joseph Bruyère     | Fiat-France | s.t.    |